# Vesicularia crassiramea
Vesicularia crassiramea là một loài Rêu trong họ Hypnaceae. Loài này được (Renauld & Cardot) Broth. miêu tả khoa học đầu tiên năm 1908.